# Захарничи
Захарничи (бел. Заха́рнічы) — агрогородок в Полоцком районе Витебской области Белоруссии. Входит в состав Полотовского сельсовета.

## География
Расположен в юго-восточной части Полоцкого района в 2 км от г. Полоцка. Пролегает дорога Н3201.

### Гидрография
Протекает река Полота.

## История
В XIX веке здесь находилась усадьба Хруцких. Иван Фомич Хруцкий приобрёл имение Захарничи в Полоцком уезде (в 2 км от Полоцка), где по собственному проекту построил дом и заложил сад. С 1845 года И. Хруцкий постоянно жил там. Умер Иван Фомич 13 января 1885 года; был похоронен в фамильном склепе в имении Захарничи.
В 1954—1960 годах центр Захарничского (Захарницкого) сельсовета. До 17 июля 1964 года деревня в составе Громовского сельсовета, до 10 октября 2013 года — в составе Юровичского сельсовета, где с 21 июня 2000 года по 10 октября 2013 года являлась центром сельсовета. Агрогородок включён в состав Полотовского сельсовета.
В 2011 году деревня Захарничи преобразована в агрогородок.

20 марта 2012 года в состав Захарничи включена территория упразднённой деревни Янково.
- Усадьба Хруцких
- Захарничи. Хруцкие (1905-1917)
- В комнатах усадьбы художника И. Ф. Хруцкого. 1854 или 1855
- В комнатах усадьбы художника И. Ф. Хруцкого «Захарничи». 1855.
- В комнате. 1854

## Население
- 1999 год — 61 человек (перепись населения)
- 2010 год — 54 человек
- 2019 год — 381 человек (перепись населения)

## Достопримечательность
- Родовое захоронение Хруцких. Похоронен художник Иван Фомич Хруцкий, его брат и также художник Андрей Фомич Хруцкий, сын Иосиф Иванович Хруцкий (1850-1918) со своей женой Анной Каэтановной и их младшей дочерью Еленой Иосифовной (1891-1944), а также дочь Елены Ядвига Александровна Матеевская (1916-1996).
- Мемориальный камень на месте усадьбы Хруцких.
- Памятник землякам, погибшим в Великой Отечественной войне.

### Утраченное наследие
- Усадьба Златковских
- Усадьба Хруцких
- Церковь

## Галерея
- Лес рядом с усадьбой
- Мемориальный камень на месте усадьбы Хруцких
- Кладбище
- Кладбище, на котором похоронены Хруцкие
- Место, где была деревня Захарничи
- Памятник землякам, погибшим в Великой Отечественной войне

## Известные лица
- Иван Фомич Хруцкий — художник.